# Setanta rufipes
Setanta rufipes là một loài tò vò trong họ Ichneumonidae.